# Anselm Hüttenbrenner
Anselm Hüttenbrenner (ur. 13 października 1794 w Grazu, zm. 5 czerwca 1868 w Ober-Andritz) – austriacki kompozytor.

## Życiorys
W wieku 7 lat rozpoczął naukę śpiewu i gry na fortepianie w Grazu u organisty tamtejszej katedry, M. Grella. W latach 1811–1813 przebywał jako nowicjusz w klasztorze cysterskim w Rein. Po wystąpieniu z zakonu studiował prawo na Uniwersytecie w Grazu. Od 1815 do 1818 roku był uczniem Antonio Salieriego w Wiedniu. Przyjaźnił się z Franzem Schubertem, poznał też Beethovena. W 1821 roku wrócił do Grazu, gdzie w latach 1824–1829 i 1831–1839 był dyrektorem artystycznym Steiemärkische Musikverein. Po śmierci żony w 1848 roku stracił zainteresowanie muzyką, poświęcając się teologii.

## Twórczość
Skomponował 6 oper, jedną operetkę, 8 symfonii, uwertury, 10 mszy, 4 Requiem, 3 marsze żałobne, 2 kwartety smyczkowe, kwintet smyczkowy, sonaty fortepianowe, 24 fugi na fortepian, ponad 300 kwartetów na głosy męskie i około 200 pieśni. Wiele z tych utworów nie zostało wydanych drukiem i w większości, jak wystawiane w Grazu opery, posiadają one znaczenie głównie lokalne.
Po śmierci Franza Schuberta wszedł w posiadanie licznych manuskryptów kompozytora, w tym m.in. partytury Symfonii h-moll „Niedokończonej”, którą później przekazał Johannowi von Herbeckowi. Był autorem wspomnień o Schubercie, opublikowanych w 1906 roku przez Otto Ericha Deutscha w Jahrbuch der Grillparzer Gesellschaft 16.